# Světový pohár v alpském lyžování 2010/2011
Světový pohár v alpském lyžování 2010/11 byl 45. ročníkem nejvyšší soutěžní úrovně alpského lyžování. Sezóna začala 23. října 2010 závodem v rakouském Söldenu a skončila 20. března 2011 finálovým závodem národních družstev ve švýcarském Lenzerheide.
Světový pohár byl přerušen pro mistrovství světa 2011, uskutečňované pravidelně každé dva roky, které se konalo mezi 8.–20. únorem v lyžařském středisku Garmisch Classic v německém Garmisch-Partenkirchenu.
Celkovými vítězi světového poháru se stali Chorvat Ivica Kostelić, který si zajistil titul lednovými triumfy, v nichž nasbíral přes tisíc bodů a Němka Maria Rieschová, jež porazila obhájkyni posledních tří sezón Lindsey Vonnovou o pouhé tři body. Oba lyžaři vyhráli celkové hodnocení poprvé. Slovinka Tina Mazeová získala v posledním závodu sezóny debutový titul ze slalomu. Před ním celkovému pořadí vévodila Vonnová, ale čtvrté místo Rieschové a třináctá příčka Vonnové v něm znamenala konečný rozdíl tří bodů ve prospěch Němky. Následně plánovaný poslední závod žen –jeden ze čtyř zrušených v Lenzerheide – znamenal potvrzení triumfu pro Rieschovou.

## Program závodů

### Legenda
| SJ | sjezd                     |
| SG | Super G                   |
| OS | obří slalom               |
| SL | slalom                    |
| P  | Paralelní závod           |
| K  | kombinace                 |
| SK | super kombinace           |
| DR | soutěž národních družstev |

### Muži
| Datum      | Místo konání             | Soutěž                                    | Vítěz                                                     | Druhé místo                                               | Třetí místo                                               | Detaily                                                   |                               |
| 24.10.2010 | Sölden, Rakousko         | OS                                        | zrušeno po 1. kole pro mlhu a vítr; nenahrazeno           | zrušeno po 1. kole pro mlhu a vítr; nenahrazeno           | zrušeno po 1. kole pro mlhu a vítr; nenahrazeno           | zrušeno po 1. kole pro mlhu a vítr; nenahrazeno           |                               |
| 14.11.2010 | Levi, Finsko             | SL                                        | Jean-Baptiste Grange                                      | André Myhrer                                              | Ivica Kostelić                                            |                                                           |                               |
| 27.11.2010 | Lake Louise, Kanada      | SJ                                        | Michael Walchhofer                                        | Mario Scheiber Aksel Lund Svindal                         |                                                           |                                                           |                               |
| 28.11.2010 | Lake Louise, Kanada      | SG                                        | Tobias Grünenfelder                                       | Carlo Janka                                               | Romed Baumann                                             |                                                           |                               |
| 3.12.2010  | Beaver Creek, USA        | SJ                                        | zrušeno pro silný vítr; nahrazeno 11. března v Kvitfjellu | zrušeno pro silný vítr; nahrazeno 11. března v Kvitfjellu | zrušeno pro silný vítr; nahrazeno 11. března v Kvitfjellu | zrušeno pro silný vítr; nahrazeno 11. března v Kvitfjellu |                               |
| 4.12.2010  | Beaver Creek, USA        | SG                                        | Georg Streitberger                                        | Adrien Théaux                                             | Didier Cuche                                              |                                                           |                               |
| 5.12.2010  | Beaver Creek, USA        | OS                                        | Ted Ligety                                                | Kjetil Jansrud                                            | Marcel Hirscher                                           |                                                           |                               |
| 11.12.2010 | Val-d'Isère, Francie     | OS                                        | Ted Ligety                                                | Aksel Lund Svindal                                        | Mass. Blardone                                            |                                                           |                               |
| 12.12.2010 | Val-d'Isère, Francie     | SL                                        | Marcel Hirscher                                           | Benjamin Raich                                            | Steve Missillier                                          |                                                           |                               |
| 17.12.2010 | Val Gardena, Itálie      | SG                                        | Michael Walchhofer                                        | Stephan Keppler                                           | Erik Guay                                                 |                                                           |                               |
| 18.12.2010 | Val Gardena, Itálie      | SJ                                        | Silvan Zurbriggen                                         | Romed Baumann                                             | Didier Cuche                                              |                                                           |                               |
| 19.12.2010 | Alta Badia, Itálie       | OS                                        | Ted Ligety                                                | Cyprien Richard                                           | Thomas Fanara                                             |                                                           |                               |
| 29.12.2010 | Bormio, Itálie           | SJ                                        | Michael Walchhofer                                        | Silvan Zurbriggen                                         | Christof Innerhofer                                       |                                                           |                               |
| 2.1.2011   | Mnichov, Německo         | P                                         | Ivica Kostelić                                            | Julien Lizeroux                                           | Bode Miller                                               |                                                           |                               |
| 6.1.2011   | Záhřeb, Chorvatsko       | SL                                        | André Myhrer                                              | Ivica Kostelić                                            | Mattias Hargin                                            |                                                           |                               |
| 8.1.2011   | Adelboden, Švýcarsko     | OS                                        | Cyprien Richard Aksel Lund Svindal                        |                                                           | Thomas Fanara                                             |                                                           |                               |
| 9.1.2011   | Adelboden, Švýcarsko     | SL                                        | Ivica Kostelić                                            | Marcel Hirscher                                           | Reinfried Herbst                                          |                                                           |                               |
| 14.1.2011  | Wengen, Švýcarsko        | SK                                        | Ivica Kostelić                                            | Carlo Janka                                               | Aksel Lund Svindal                                        |                                                           |                               |
| 15.1.2011  | Wengen, Švýcarsko        | SJ                                        | Klaus Kröll                                               | Didier Cuche                                              | Carlo Janka                                               |                                                           |                               |
| 16.1.2011  | Wengen, Švýcarsko        | SL                                        | Ivica Kostelić                                            | Marcel Hirscher                                           | Jean-Baptiste Grange                                      |                                                           |                               |
| 21.1.2011  | Kitzbühel, Rakousko      | SG                                        | Ivica Kostelić                                            | Georg Streitberger                                        | Aksel Lund Svindal                                        |                                                           |                               |
| 22.1.2011  | Kitzbühel, Rakousko      | SJ                                        | Didier Cuche                                              | Bode Miller                                               | Adrien Théaux                                             |                                                           |                               |
| 23.1.2011  | Kitzbühel, Rakousko      | SL                                        | Jean-Baptiste Grange                                      | Ivica Kostelić                                            | Giuliano Razzoli                                          |                                                           |                               |
| 23.1.2011  | Kitzbühel, Rakousko      | K                                         | Ivica Kostelić                                            | Silvan Zurbriggen                                         | Romed Baumann                                             |                                                           |                               |
| 25.1.2011  | Schladming, Rakousko     | SL                                        | Jean-Baptiste Grange                                      | André Myhrer                                              | Mattias Hargin                                            |                                                           |                               |
| 29.1.2011  | Chamonix, Francie        | SJ                                        | Didier Cuche                                              | Dominik Paris                                             | Klaus Kröll                                               |                                                           |                               |
| 30.1.2011  | Chamonix, Francie        | SK                                        | Ivica Kostelić                                            | Natko Zrnčić-Dim                                          | Aksel Lund Svindal                                        |                                                           |                               |
| 5.2.2011   | Hinterstoder, Rakousko   | SG                                        | Hannes Reichelt                                           | Benjamin Raich                                            | Bode Miller                                               |                                                           |                               |
| 6.2.2011   | Hinterstoder, Rakousko   | OS                                        | Philipp Schörghofer                                       | Kjetil Jansrud                                            | Carlo Janka                                               |                                                           |                               |
| 8.–20.2.11 | Garmisch, Německo        | Mistrovství světa v alpském lyžování 2011 | Mistrovství světa v alpském lyžování 2011                 | Mistrovství světa v alpském lyžování 2011                 | Mistrovství světa v alpském lyžování 2011                 | Mistrovství světa v alpském lyžování 2011                 |                               |
| 26.2.2011  | Bansko, Bulharsko        | SK                                        | Christof Innerhofer                                       | Felix Neureuther                                          | Thomas Mermillod Blondin                                  |                                                           |                               |
| 27.2.2011  | Bansko, Bulharsko        | SL                                        | Mario Matt                                                | Reinfried Herbst                                          | Jean-Baptiste Grange                                      |                                                           |                               |
| 5.3.2011   | Kranjska Gora, Slovinsko | OS                                        | Carlo Janka                                               | Alexis Pinturault                                         | Ted Ligety                                                |                                                           |                               |
| 6.3.2011   | Kranjska Gora, Slovinsko | SL                                        | Mario Matt                                                | Nolan Kasper Axel Bäck                                    |                                                           |                                                           |                               |
| 11.3.2011  | Kvitfjell, Norsko        | SJ                                        | Beat Feuz                                                 | Erik Guay                                                 | Michael Walchhofer                                        |                                                           |                               |
| 12.3.2011  | Kvitfjell, Norsko        | SJ                                        | Michael Walchhofer                                        | Klaus Kröll                                               | Beat Feuz                                                 |                                                           |                               |
| 13.3.2011  | Kvitfjell, Norsko        | SG                                        | Didier Cuche                                              | Klaus Kröll                                               | Joachim Puchner                                           |                                                           |                               |
| 16.3.2011  | Lenzerheide, Švýcarsko   | SJ                                        | Adrien Théaux                                             | Joachim Puchner                                           | Aksel Lund Svindal                                        |                                                           |                               |
| 17.3.2011  | Lenzerheide, Švýcarsko   | SG                                        | zrušeno pro déšť; nenahrazeno                             | zrušeno pro déšť; nenahrazeno                             | zrušeno pro déšť; nenahrazeno                             | zrušeno pro déšť; nenahrazeno                             | zrušeno pro déšť; nenahrazeno |
| 18.3.2011  | Lenzerheide, Švýcarsko   | OS                                        | zrušeno; nenahrazeno                                      | zrušeno; nenahrazeno                                      | zrušeno; nenahrazeno                                      | zrušeno; nenahrazeno                                      | zrušeno; nenahrazeno          |
| 19.3.2011  | Lenzerheide, Švýcarsko   | SL                                        | Giuliano Razzoli                                          | Mario Matt                                                | Felix Neureuther                                          |                                                           |                               |

### Ženy
| Datum      | Místo konání           | Soutěž                                    | Vítězka                                                                 | Druhé místo                                                             | Třetí místo                                                             | Detaily                                                                 |                                            |
| 23.10.2010 | Sölden, Rakousko       | OS                                        | V. Regensburgová                                                        | Kathrin Hölzlová                                                        | Manuela Mölggová                                                        |                                                                         |                                            |
| 13.11.2010 | Levi, Finsko           | SL                                        | Marlies Schildová                                                       | Maria Rieschová                                                         | Tanja Poutiainenová                                                     |                                                                         |                                            |
| 27.11.2010 | Aspen, USA             | OS                                        | Tessa Worleyová                                                         | V. Regenburgová                                                         | Kathrin Hölzlová                                                        |                                                                         |                                            |
| 28.11.2010 | Aspen, USA             | SL                                        | M.-P. Holmnerová                                                        | Maria Rieschová                                                         | Tanja Poutiainenová                                                     |                                                                         |                                            |
| 3.12.2010  | Lake Louise, Kanada    | SL                                        | Maria Rieschová                                                         | Lindsey Vonnová                                                         | Elisabeth Görglová                                                      |                                                                         |                                            |
| 4.12.2010  | Lake Louise, Kanada    | SL                                        | Maria Rieschová                                                         | Lindsey Vonnová                                                         | Dominique Gisinová                                                      |                                                                         |                                            |
| 5.12.2010  | Lake Louise, Kanada    | SG                                        | Lindsey Vonnová                                                         | Maria Rieschová                                                         | Julia Mancusová                                                         |                                                                         |                                            |
| 11.12.2010 | Svatý Mořic, Švýcarsko | SG                                        | zrušeno v 1. kole pro silný vítr; nahrazeno 17. prosince ve Val-d'Isère | zrušeno v 1. kole pro silný vítr; nahrazeno 17. prosince ve Val-d'Isère | zrušeno v 1. kole pro silný vítr; nahrazeno 17. prosince ve Val-d'Isère | zrušeno v 1. kole pro silný vítr; nahrazeno 17. prosince ve Val-d'Isère |                                            |
| 12.12.2010 | Svatý Mořic, Švýcarsko | OS                                        | Tessa Worleyová                                                         | Tanja Poutiainenová                                                     | Tina Mazeová                                                            |                                                                         |                                            |
| 17.12.2010 | Val-d'Isère, Francie   | OS                                        | zrušeno pro husté sněžení; nahrazeno 21. ledna v Cortině d'Ampezzo      | zrušeno pro husté sněžení; nahrazeno 21. ledna v Cortině d'Ampezzo      | zrušeno pro husté sněžení; nahrazeno 21. ledna v Cortině d'Ampezzo      | zrušeno pro husté sněžení; nahrazeno 21. ledna v Cortině d'Ampezzo      |                                            |
| 18.12.2010 | Val-d'Isère, Francie   | SJ                                        | Lindsey Vonnová                                                         | Nadja Kamerová                                                          | Lara Gutová-Behramiová                                                  |                                                                         |                                            |
| 19.12.2010 | Val-d'Isère, Francie   | SK                                        | Lindsey Vonnová                                                         | Elisabeth Görglová                                                      | Nicole Hospová                                                          |                                                                         |                                            |
| 21.12.2010 | Courchevel, Francie    | SL                                        | Marlies Schildová                                                       | Tanja Poutiainenová                                                     | Tina Mazeová                                                            |                                                                         |                                            |
| 28.12.2010 | Semmering, Rakousko    | OS                                        | Tessa Worleyová                                                         | Maria Rieschová                                                         | Kathrin Hölzlová                                                        |                                                                         |                                            |
| 29.12.2010 | Semmering, Rakousko    | SL                                        | Marlies Schildová                                                       | Maria Rieschová                                                         | Christina Geigerová                                                     |                                                                         |                                            |
| 2.1.2011   | Mnichov, Německo       | P                                         | M.-P. Holmnerová                                                        | Tina Mazeová                                                            | Elisabeth Görglová                                                      |                                                                         |                                            |
| 4.1.2011   | Záhřeb, Chorvatsko     | SL                                        | Marlies Schildová                                                       | Maria Rieschová                                                         | Manuela Mölggová                                                        |                                                                         |                                            |
| 8.1.2011   | Zauchensee, Rakousko   | SJ                                        | Lindsey Vonnová                                                         | Anja Pärsonová                                                          | Anna Fenningerová                                                       |                                                                         |                                            |
| 9.1.2011   | Zauchensee, Rakousko   | SG                                        | Lara Gutová-Behramiová                                                  | Lindsey Vonnová                                                         | Dominique Gisinová                                                      |                                                                         |                                            |
| 11.1.2011  | Flachau, Rakousko      | SL                                        | Maria Rieschová Tanja Poutiainenová                                     |                                                                         | Nastasia Noensová                                                       |                                                                         |                                            |
| 15.1.2011  | Maribor, Slovinsko     | OS                                        | zrušeno v 1. kole pro teplo; nenahrazeno                                | zrušeno v 1. kole pro teplo; nenahrazeno                                | zrušeno v 1. kole pro teplo; nenahrazeno                                | zrušeno v 1. kole pro teplo; nenahrazeno                                |                                            |
| 16.1.2011  | Maribor, Slovinsko     | SL                                        | zrušeno pro teplé počasí; nenahrazeno                                   | zrušeno pro teplé počasí; nenahrazeno                                   | zrušeno pro teplé počasí; nenahrazeno                                   | zrušeno pro teplé počasí; nenahrazeno                                   |                                            |
| 21.1.2011  | Cortina, Itálie        | SG                                        | Lindsey Vonnová                                                         | Anja Pärsonová                                                          | Anna Fenningerová                                                       |                                                                         |                                            |
| 22.1.2011  | Cortina, Itálie        | SJ                                        | Maria Rieschová                                                         | Julia Mancusová                                                         | Lindsey Vonnová                                                         |                                                                         |                                            |
| 23.1.2011  | Cortina, Itálie        | SG                                        | Lindsey Vonnová                                                         | Maria Rieschová                                                         | Lara Gutová-Behramiová                                                  |                                                                         |                                            |
| 29.1.2011  | Sestriere, Itálie      | SJ                                        | zrušeno pro mlhu; nahrazeno 30. ledna                                   | zrušeno pro mlhu; nahrazeno 30. ledna                                   | zrušeno pro mlhu; nahrazeno 30. ledna                                   | zrušeno pro mlhu; nahrazeno 30. ledna                                   |                                            |
| 30.1.2011  | Sestriere, Itálie      | SJ                                        | zrušeno pro husté sněžení; nenahrazeno                                  | zrušeno pro husté sněžení; nenahrazeno                                  | zrušeno pro husté sněžení; nenahrazeno                                  | zrušeno pro husté sněžení; nenahrazeno                                  |                                            |
| 31.1.2011  | Sestriere, Itálie      | SK                                        | zrušeno pro husté sněžení; nahrazeno 4. března v Tarvisiu               | zrušeno pro husté sněžení; nahrazeno 4. března v Tarvisiu               | zrušeno pro husté sněžení; nahrazeno 4. března v Tarvisiu               | zrušeno pro husté sněžení; nahrazeno 4. března v Tarvisiu               |                                            |
| 4.2.2011   | Arber-Zwiesel, Německo | SL                                        | Marlies Schildová                                                       | Veronika Zuzulová                                                       | Tanja Poutiainenová                                                     |                                                                         |                                            |
| 5.2.2011   | Arber-Zwiesel, Německo | OS                                        | zrušeno pro silný vítr a špatnou viditelnost; nahrazeno 6. února        | zrušeno pro silný vítr a špatnou viditelnost; nahrazeno 6. února        | zrušeno pro silný vítr a špatnou viditelnost; nahrazeno 6. února        | zrušeno pro silný vítr a špatnou viditelnost; nahrazeno 6. února        |                                            |
| 6.2.2011   | Arber-Zwiesel, Německo | OS                                        | V. Regensburgová                                                        | Federica Brignoneová                                                    | Kathrin Zettelová                                                       |                                                                         |                                            |
| 8.–20.2.11 | Garmisch, Německo      | Mistrovství světa v alpském lyžování 2011 | Mistrovství světa v alpském lyžování 2011                               | Mistrovství světa v alpském lyžování 2011                               | Mistrovství světa v alpském lyžování 2011                               | Mistrovství světa v alpském lyžování 2011                               |                                            |
| 25.2.2011  | Åre, Švédsko           | SK                                        | Maria Rieschová                                                         | Tina Mazeová                                                            | Elisabeth Görglová                                                      |                                                                         |                                            |
| 26.2.2011  | Åre, Švédsko           | SJ                                        | Lindsey Vonnová                                                         | Tina Mazeová                                                            | Maria Rieschová                                                         |                                                                         |                                            |
| 27.2.2011  | Åre, Švédsko           | SG                                        | Maria Rieschová                                                         | Lindsey Vonnová                                                         | Julia Mancusová                                                         |                                                                         |                                            |
| 4.3.2011   | Tarvisio, Itálie       | SK                                        | Tina Mazeová                                                            | Lindsey Vonnová                                                         | Maria Rieschová                                                         |                                                                         |                                            |
| 5.3.2011   | Tarvisio, Itálie       | SJ                                        | Anja Pärsonová                                                          | Lindsey Vonnová                                                         | Elisabeth Görglová                                                      |                                                                         |                                            |
| 6.3.2011   | Tarvisio, Itálie       | SG                                        | Lindsey Vonnová                                                         | Julia Mancusová                                                         | Maria Rieschová                                                         |                                                                         |                                            |
| 11.3.2011  | Špindlerův Mlýn, Česko | OS                                        | V. Regensburgová                                                        | Denise Karbonová                                                        | Lindsey Vonnová                                                         |                                                                         |                                            |
| 12.3.2011  | Špindlerův Mlýn, Česko | SL                                        | Marlies Schildová                                                       | Kathrin Zettelová                                                       | Tina Mazeová                                                            |                                                                         |                                            |
| 16.3.2011  | Lenzerheide, Švýcarsko | SJ                                        | Julia Mancusová                                                         | Lara Gutová-Behramiová                                                  | Elisabeth Görglová                                                      |                                                                         |                                            |
| 17.3.2011  | Lenzerheide, Švýcarsko | SG                                        | zrušeno pro déšť; nenahrazeno                                           | zrušeno pro déšť; nenahrazeno                                           | zrušeno pro déšť; nenahrazeno                                           | zrušeno pro déšť; nenahrazeno                                           | zrušeno pro déšť; nenahrazeno              |
| 18.3.2011  | Lenzerheide, Švýcarsko | SL                                        | Tina Mazeová                                                            | Marlies Schildová                                                       | Veronika Zuzulová                                                       |                                                                         |                                            |
| 19.3.2011  | Lenzerheide, Švýcarsko | OS                                        | zrušeno pro teplotní podmínky; nenahrazeno                              | zrušeno pro teplotní podmínky; nenahrazeno                              | zrušeno pro teplotní podmínky; nenahrazeno                              | zrušeno pro teplotní podmínky; nenahrazeno                              | zrušeno pro teplotní podmínky; nenahrazeno |

### Soutěž družstev
| Datum     | Místo                  | Soutěž | Vítěz | Druhý | Třetí | Detaily |
| 20.3.2011 | Lenzerheide, Švýcarsko | DR     | Německo Viktoria Rebensburgová Maria Rieschová Susanne Rieschová Fritz Dopfer Stephan Keppler Felix Neureuther | Itálie Federica Brignoneová Giulia Gianesiniová Denise Karbonová Cristian Deville Manfred Mölgg Giuliano Razzoli | Rakousko Anna Fenningerová Elisabeth Görglová Michaela Kirchgasserová Romed Baumann Hannes Reichelt Philipp Schörghofer |         |

## Pořadí

### Celkově
Konečné pořadí po 36 závodech mužů a 33 závodech žen.
| Pořadí | Muži               | Muži | Ženy               | Ženy |
| Pořadí | Jméno závodníka    | Body | Jméno závodnice    | Body |
| ------ | ------------------ | ---- | ------------------ | ---- |
| 1.     | Ivica Kostelić     | 1356 | Maria Rieschová    | 1728 |
| 2.     | Didier Cuche       | 956  | Lindsey Vonnová    | 1725 |
| 3.     | Carlo Janka        | 793  | Tina Mazeová       | 1139 |
| 4.     | Aksel Lund Svindal | 789  | Elisabeth Görglová | 992  |
| 5.     | Michael Walchhofer | 727  | Julia Mancusová    | 976  |

### Sjezd
Konečné pořadí po 9 závodech mužů a 8 závodech žen.
| Pořadí | Muži               | Muži | Ženy               | Ženy |
| Pořadí | Jméno závodníka    | Body | Jméno závodnice    | Body |
| ------ | ------------------ | ---- | ------------------ | ---- |
| 1.     | Didier Cuche       | 510  | Lindsey Vonnová    | 650  |
| 2.     | Michael Walchhofer | 498  | Maria Rieschová    | 457  |
| 3.     | Klaus Kröll        | 411  | Julia Mancusová    | 367  |
| 4.     | Silvan Zurbriggen  | 305  | Elisabeth Görglová | 333  |
| 5.     | Romed Baumann      | 269  | Anja Pärsonová     | 295  |

### Super G
Konečné pořadí po 6 závodech.
| Pořadí | Muži               | Muži | Ženy                   | Ženy |
| Pořadí | Jméno závodníka    | Body | Jméno závodnice        | Body |
| ------ | ------------------ | ---- | ---------------------- | ---- |
| 1.     | Didier Cuche       | 291  | Lindsey Vonnová        | 560  |
| 2.     | Georg Streitberger | 227  | Maria Rieschová        | 389  |
| 3.     | Ivica Kostelić     | 223  | Julia Mancusová        | 315  |
| 4.     | Michael Walchhofer | 214  | Lara Gutová-Behramiová | 272  |
| 5.     | Hannes Reichelt    | 207  | Anja Pärsonová         | 182  |

### Obří slalom
Konečné pořadí po 6 závodech.
| Pořadí | Muži               | Muži | Ženy                   | Ženy |
| Pořadí | Jméno závodníka    | Body | Jméno závodnice        | Body |
| ------ | ------------------ | ---- | ---------------------- | ---- |
| 1.     | Ted Ligety         | 383  | Viktoria Rebensburgová | 435  |
| 2.     | Aksel Lund Svindal | 306  | Tessa Worleyová        | 358  |
| 3.     | Cyprien Richard    | 303  | Tanja Poutiainenová    | 240  |
| 4.     | Kjetil Jansrud     | 240  | Elisabeth Görglová     | 236  |
| 5.     | Carlo Janka        | 235  | Federica Brignoneová   | 212  |

### Slalom
Konečné pořadí po 10 závodech mužů a 9 závodech žen.
| Pořadí | Muži                 | Muži | Ženy                     | Ženy |
| Pořadí | Jméno závodníka      | Body | Jméno závodnice          | Body |
| ------ | -------------------- | ---- | ------------------------ | ---- |
| 1.     | Ivica Kostelić       | 478  | Marlies Schildová        | 680  |
| 2.     | Jean-Baptiste Grange | 442  | Tanja Poutiainenová      | 511  |
| 3.     | André Myhrer         | 423  | Maria Rieschová          | 470  |
| 4.     | Mario Matt           | 407  | Maria Pietilä Holmnerová | 382  |
| 5.     | Marcel Hirscher      | 326  | Veronika Zuzulová        | 362  |

### Kombinace
Konečné pořadí po 4 závodech mužů a 3 závodech žen.
| Pořadí | Muži                | Muži | Ženy               | Ženy |
| Pořadí | Jméno závodníka     | Body | Jméno závodnice    | Body |
| ------ | ------------------- | ---- | ------------------ | ---- |
| 1.     | Ivica Kostelić      | 345  | Lindsey Vonnová    | 220  |
| 2.     | Christof Innerhofer | 219  | Tina Mazeová       | 212  |
| 3.     | Kjetil Jansrud      | 145  | Maria Rieschová    | 205  |
| 4.     | Silvan Zurbriggen   | 143  | Elisabeth Görglová | 185  |
| 5.     | Aksel Lund Svindal  | 120  | Nicole Hospová     | 112  |

## Pořadí národů
| Poř. | Celkově                | Celkově | Muži      | Muži | Ženy                   | Ženy |
| Poř. | Stát                   | Body    | Stát      | Body | Stát                   | Body |
| ---- | ---------------------- | ------- | --------- | ---- | ---------------------- | ---- |
| 1.   | Rakousko               | 10404   | Rakousko  | 5684 | Rakousko               | 4720 |
| 2.   | Švýcarsko              | 6376    | Švýcarsko | 4164 | Německo                | 3480 |
| 3.   | Itálie                 | 5168    | Itálie    | 3036 | Spojené státy americké | 3436 |
| 4.   | Francie                | 4999    | Francie   | 3006 | Švýcarsko              | 2212 |
| 5.   | Spojené státy americké | 4931    | Švédsko   | 1648 | Itálie                 | 2132 |

1. ↑  Konečné pořadí po 69 závodech
2. ↑  Konečné pořadí po 36 závodech
3. ↑  Konečné pořadí po 33 závodech